# ساسنگ
ساسنگ، روستایی است از توابع بخش مرکزی شهرستان مینودشت در استان گلستان ایران. این روستا در فاصله ۲۳ کیلومتری شهر مینودشت واقع شده است.

## جمعیت
این روستا در دهستان چهل‌چای قرار داشته و بر اساس سرشماری سال ۱۳۸۵ جمعیت آن ۳۵۰ نفر (۱۱۵ خانوار)
بوده است. آب روستا از دو چشمه تهیه می‌شود. ساسنگ دارای چندین چشمه است که از مشهورترین آن‌ها می‌توان به چشمه لوتی، تاشت‌آرام، و چشمه مینو اشاره کرد.

## فرهنگ
زبان اهالی ساسنگ تاتی و ترکی قزلباش و مذهب آن‌ها شیعه اثناعشری است. دو طایفه مشهور ساسنگ، مصطفی‌لو و قول نام دارد.

## جاذبه‌های گردشگری
ساسنگ با داشتن جاذبه‌های فراوان از جمله۸ آبشار ۴آبشاردائمی و۴آبشار فصلی که هر کدام با فاصله کمی از یکدیگر قرار گرفته‌اند، خانه‌های قدیمی کاه‌گلی، غار از جمله مراکز اصلی گردشگران استان گلستان است.
وجود اقامتگاه های بوم گردی متعدد در این روستا آن را به یکی از مقاصد گردشگری مهم در استان گلستان و شهرستان مینودشت بدل کرده است. از مهم ترین و با کیفیت ترین اقامتگاه های بوم گردی در این روستا به این موارد می توان اشاره کرد:
1. اقامتگاه بوم گردی اکولوژ ساسنگ (Sasang Ecolodge)
2. اقامتگاه بوم گردی بام ساسنگ
3. اقامتگاه بوم گردی نارسیس

## کشاورزی
باغ‌داری، زنبورداری، دامداری، نوغان‌داری (کرم ابریشم)، کشت زعفران، گندم، جو، ارزن، نخودفرنگی، برنج از جمله منابع درآمدی مردم ساسنگ محسوب می‌شود.